# Otto Deutsch
Otto Erich Deutsch (Viena, 5 de setembro de 1883 – Baden (Baixa Áustria), 23 de novembro de 1967) foi um musicólogo austríaco. Ele é conhecido por compilar o primeiro catálogo abrangente de composições de Franz Schubert, publicado pela primeira vez em 1951 em inglês, com uma edição revisada publicada em 1978 em alemão. É desse catálogo que derivam os números D usados para identificar as obras de Schubert.

## Trabalhos

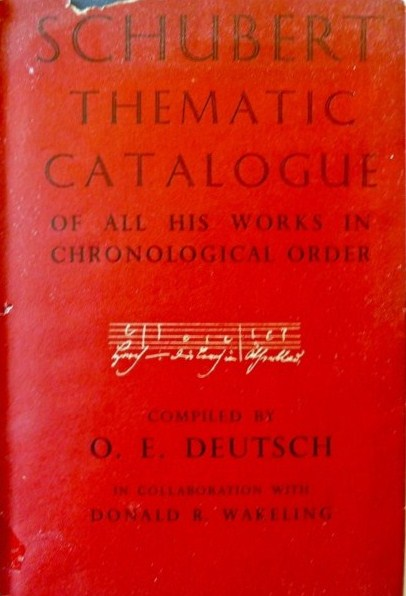
Catálogo Alemão, primeira edição 1951

- Deutsch, Otto Erich (1955). Handel: A Documentary Biography. [S.l.]: New York, W.W. Norton[3]
- Deutsch, Otto Erich (1965). Mozart: A Documentary Biography. Stanford: Stanford University Press (Tradução inglesa do original alemão de Deutsch. Eric Blom forneceu muitas traduções para este trabalho)
- Deutsch, Otto Erich (1951). Schubert: Thematic Catalogue of all his works in chronological order. [S.l.]: J. M. Dent